# Bakdalsan
Bakdalsan (koreanska: 박달산) är ett berg i Sydkorea.   Det ligger i provinsen Gyeonggi, i den nordvästra delen av landet, 23 km norr om huvudstaden Seoul. Toppen på Bakdalsan är 369 meter över havet, eller 297 meter över den omgivande terrängen. Bredden vid basen är 4,8 km.
Terrängen runt Bakdalsan är kuperad österut, men västerut är den platt. Runt Bakdalsan är det mycket tätbefolkat, med 1 886 invånare per kvadratkilometer. Närmaste större samhälle är Goyang-si, 12,6 km söder om Bakdalsan. I omgivningarna runt Bakdalsan växer i huvudsak blandskog.